# Марон (Мёрт и Мозель)
Маро́н (фр. Maron) — коммуна во французском департаменте Мёрт и Мозель, региона Лотарингия. Относится к кантону Нёв-Мезон.

## География
Марон расположен в долине реки Мозель.
| Виллер-ле-Сек |              | Виллер-ле-Нанси |
|               | Марон        | Шавиньи         |
|               | Сексе-о-Форж | Шалиньи         |

## История
Над Мароном погиб известный американский лётчик французского происхождения из эскадрильи Лафайет Рауль Жерве Люфбери.

## Демография
Население коммуны на 2010 год составляло 839 человек.
| 1962 | 1968 | 1975 | 1982 | 1990 | 1999 | 2010 |
| ---- | ---- | ---- | ---- | ---- | ---- | ---- |
| 744  | 707  | 770  | 717  | 804  | 828  | 839  |